# Zofia Lissa
Zofia Lissa (19 tháng 10 năm 1908 - 26 tháng 3 năm 1980) là một nhà giáo dục âm nhạc và nhà âm nhạc học người Ba Lan.

## Cuộc đời và sự nghiệp
Bà học piano và lý thuyết âm nhạc tại Nhạc viện của Hiệp hội Âm nhạc Ba Lan ở Lviv. Sau đó, bà bắt đầu học nhạc học với Adolf Chybiński tại Đại học Jan Kazimierz ở Lviv (1924–1929), nơi bà cũng học triết học với Kazimierz Twardowski và Roman Ingarden, đồng thời tham gia các bài giảng về tâm lý học và lịch sử nghệ thuật. Bà lấy bằng tiến sĩ năm 1929 dựa trên công trình Về sóng của Alexander Scriabin. Những năm sau đó, bà dạy nhạc lý tại nhạc viện Karol Szymanowski và tại trường âm nhạc Fryderyk Chopin ở Lviv, và bà đã tiến hành nghiên cứu về âm nhạc của trẻ em và thanh thiếu niên tại Viện Tâm lý học ở Lviv.
Sau khi Thế chiến thứ hai bùng nổ, bà làm việc cho đài phát thanh Lviv. Năm 1940, bà được bổ nhiệm làm trưởng khoa lý thuyết âm nhạc tại Nhạc viện bang Lviv. Năm 1941, sau khi quân đội Đức Quốc xã tấn công Lviv, bà đến Namangan (Uzbekistan), nơi bà làm giáo viên trong một trường kỹ thuật âm nhạc. Bà là một trong những người đầu tiên tham gia Liên minh những người yêu nước Ba Lan vào năm 1943. Khi ở Moscow, bà đã tổ chức các buổi hòa nhạc trên đài phát thanh, xuất bản các sách bài hát và bản nhạc, và viết các bài phê bình về các buổi hòa nhạc của Ba Lan. Bà đã phát triển và xuất bản các bộ sưu tập: Sách bài hát của trẻ em Ba Lan ở Liên Xô (1944), Sách bài hát của người lính Ba Lan (1944),Các bài hát và trò chơi cho các trường mẫu giáo Ba Lan tại Liên Xô (1945). Sau chiến tranh, bà ở lại Moscow, nơi bà trở thành tùy viên văn hóa của đại sứ quán Ba Lan.
Năm 1947, bà trở lại Warszawa và đảm nhận chức vụ phó Cục trưởng Cục Âm nhạc của Bộ Văn hóa và Nghệ thuật. Bà tham gia các hoạt động khoa học và tổ chức cuộc sống âm nhạc. Năm 1947, bà lấy bằng tốt nghiệp tại Đại học Adam Mickiewicz ở Poznań. Năm 1948, bà tổ chức Khoa Âm nhạc tại Đại học Warsaw và trở thành người quản lý. Năm 1951, bà được trao tặng chức danh phó giáo sư, và năm 1957, bà trở thành giáo sư. Trong những năm 1958-1975, bà là giám đốc Viện Âm nhạc của Đại học Warsaw. Bà đã tổ chức nhiều buổi học về âm nhạc bao gồm Prokofiewowska (1959), đại hội Chopin quốc tế đầu tiên (1960) và Karol Szymanowski (1962). Bà đã khởi xướng việc tổ chức lễ hội "Musica Antiqua Europae Orientalis" ở Bydgoszcz (1963) và đại hội âm nhạc quốc tế do bà chủ trì. Năm 1966 - cùng với Hieronim Feicht - bà đã tổ chức một trung tâm tài liệu và kiểm kê âm nhạc Ba Lan thời kỳ đầu, hoạt động này giúp xuất bản bộ sách Antiquitates Musicae ở Polonia.
Ngay trong thời gian học tập, bà đã tham gia vào giới cánh tả và sau đó - do quan điểm chính trị của mình - bà đã tích cực tham gia thảo luận tư tưởng về mỹ học và phương pháp luận của mỹ học mácxít trong âm nhạc học  .
Bà là thành viên hội đồng quản trị (1947–1948) và phó chủ tịch (1949–1954) của Liên đoàn các nhà soạn nhạc Ba Lan. Theo sáng kiến của bà, Liên đoàn các nhà soạn nhạc Ba Lan đã kết nạp các nhà âm nhạc vào nhóm của mình và Hội Thanh niên của Liên đoàn các nhà soạn nhạc Ba Lan được thành lập. Bà là thành viên của đoàn chủ tịch Hiệp hội Âm nhạc Quốc tế (1965–1977). Năm 1955, bà trở thành phóng viên của Akademie der Künste ở Berlin, năm 1963 - Sächsische Akademie der Wissenschaosystem ở Leipzig, năm 1972 - Akademie der Wissenschaosystem und der Literatur ở Mainz.
Các mối quan tâm nghiên cứu rộng rãi của bà bao gồm lịch sử và lý thuyết âm nhạc, lịch sử thẩm mỹ âm nhạc, phương pháp luận của lịch sử và lý thuyết âm nhạc, và lịch sử âm nhạc Ba Lan đương đại. Bà là tác giả của tác phẩm Ba Lan đầu tiên về âm nhạc điện ảnh Music and Film (1937). Ngày nay, các tác phẩm của bà phần lớn là minh chứng cho thời đại mà chúng được tạo ra, và bản chất của chúng còn gây tranh cãi vì công trình khoa học và phương pháp luận của bà dựa trên các khái niệm mỹ học và triết học của hệ tư tưởng Mác xít. Thư mục các tác phẩm của bà bao gồm gần 600 mục, trong đó có một số cuốn sách, các luận án và vài trăm bài báo, trong đó có nhiều bài đã được dịch ra tiếng nước ngoài. Zofia Lissa đã đưa một cách tiếp cận mới về nhiều vấn đề vào các tác phẩm âm nhạc của Ba Lan.

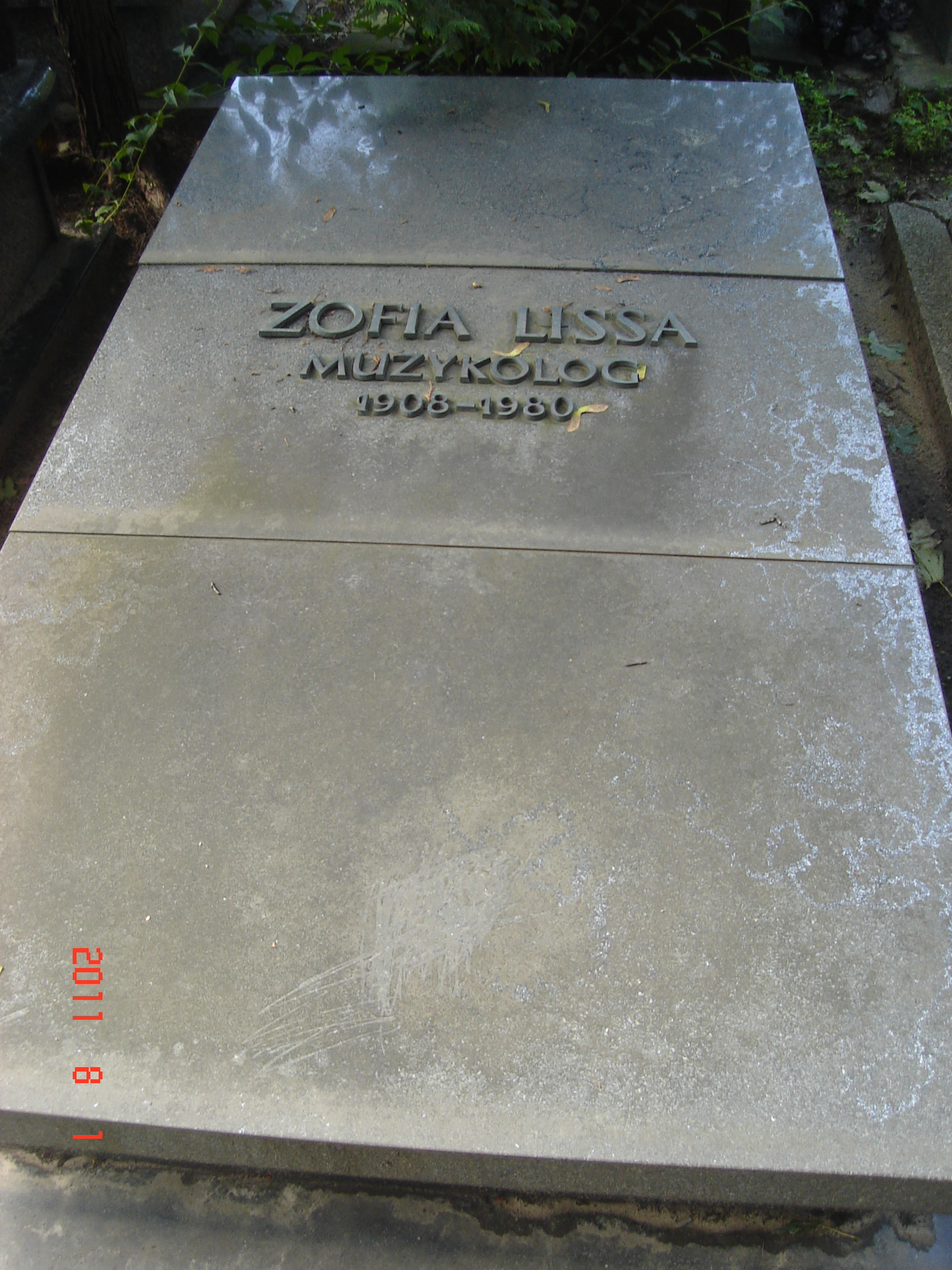
Phần mộ của Zofia Lissa trong Nghĩa trang Quân đội Powązki.

Cô được chôn cất tại Nghĩa trang Quân đội Powązki ở Warsaw (phần B39-6-7).

## Các tác phẩm nổi bật
- Phác thảo về khoa học âm nhạc , Zakład Narodowy im. Ossoliński, Lviv 1934
- Âm nhạc và phim. Một nghiên cứu về biên giới của bản thể học, mỹ học và tâm lý học của nhạc phim , Lwowska Bookshop, Lviv 1937
- Những lưu ý về phương pháp. Từ những vấn đề phương pháp luận của âm nhạc học đương đại , PIS, Warsaw 1950
- Nhạc học Ba Lan ở lượt đi. Các luận văn và bài báo khoa học và phê bình [viết năm 1947–1951], PWM, Kraków 1952
- Một số vấn đề về mỹ học âm nhạc dưới ánh sáng của các bài báo của Joseph Stalin về chủ nghĩa Mác trong ngôn ngữ học , Kraków 1952
- Âm nhạc của sự Phục hưng Ba Lan [đồng tác giả: Józef M. Chomiński], PIW, Warsaw 1953
- Về các chi tiết cụ thể của âm nhạc , PWM [print], Krakow 1953
- Về tính khách quan của các quy luật trong lịch sử và lý thuyết âm nhạc của Mác ), PWM, Kraków 1954
- "Bunt Żaków" của Tadeusz Szeligowski , PWM, Krakow 1955
- Lịch sử âm nhạc Nga , PWM, Krakow 1955
- Thanh nhạc nửa đầu thế kỷ 17 [đồng tác giả: Włodzimierz Poźniak], trong: Lịch sử âm nhạc phổ thông, tập 1 (Józef M. Chomiński, Zofia Lissa biên tập), PWM, Kraków 1957
- Phim âm nhạc thẩm mỹ, PWM, Krakow 1964
- Phác thảo về thẩm mỹ âm nhạc [tuyển tập các nghiên cứu từ 1938–1964], Kraków 1965
- Các nghiên cứu về công trình của Fryderyk Chopin , PWM, Krakow 1970
- Giới thiệu về âm nhạc học, PWN, Warsaw 1970
- Polonica Beethovenowskie, PWM, Krakow 1970
- Các phác thảo mới về thẩm mỹ âm nhạc [tuyển tập các nghiên cứu từ năm 1968–1973], PWM, Kraków 1975

## Giải thưởng
- Knight's Cross của Order of Polonia Restituta (1952) [5]
- Giải thưởng của Liên minh các nhà soạn nhạc Ba Lan (1950)
- Giải thưởng Nhà nước, bằng thứ 2 (năm 1953)
- Giải thưởng của Ủy ban Phát thanh và Truyền hình (1966)
- Huy chương bạc tại Venice Biennale (1969)
- Silver Cross of Merit (1946)
- Giải thưởng của Bộ Giáo dục Đại học, bằng cấp 1 (1965 và 1977) và bằng 2 (1971 và 1976)
- Hội đồng âm nhạc quốc tế Nagroda (1979) [6]